# Liste des législatures turques
Ceci est la liste des législatures qui ont siégé à la Grande Assemblée nationale de Turquie depuis sa fondation le 23 avril 1920.

## Liste
| Législature                                                               | Élection                                        | Période                                 | Gouvernements                                    |
| ------------------------------------------------------------------------- | ----------------------------------------------- | --------------------------------------- | ------------------------------------------------ |
| Grande Assemblée nationale (1920-1960) Büyük Millet Meclisi               |                                                 |                                         |                                                  |
| 1re législature                                                           | Sans                                            | du 24 avril 1920 au 11 août 1923        | Atatürk Çakmak I Çakmak II Orbay                 |
| 2e législature                                                            | Législatives de 1923                            | du 11 août 1923 au 1er mai 1927         | Okyar I İnönü I İnönü II Okyar II İnönü III      |
| 3e législature                                                            | Législatives de 1927                            | du 1er mai 1927 au 4 mai 1931           | İnönü IV İnönü V                                 |
| 4e législature                                                            | Législatives de 1931                            | du 4 mai 1931 au 1er mars 1935          | İnönü VI                                         |
| 5e législature                                                            | Législatives de 1935                            | du 1er mars 1935 au 3 avril 1939        | İnönü VII Bayar I Bayar II Saydam I              |
| 6e législature                                                            | Législatives de 1939                            | du 3 avril 1939 au 8 mars 1943          | Saydam II Saraçoğlu I                            |
| 7e législature                                                            | Législatives de 1943                            | du 8 mars 1943 au 5 août 1946           | Saraçoğlu II Peker                               |
| 8e législature                                                            | Législatives de 1946                            | du 5 août 1946 au 22 mai 1950           | Saka I Saka II Günaltay                          |
| 9e législature                                                            | Législatives de 1950                            | du 22 mai 1950 au 14 mai 1954           | Menderes I Menderes II                           |
| 10e législature                                                           | Législatives de 1954                            | du 14 mai 1954 au 1er novembre 1957     | Menderes III Menderes IV                         |
| 11e législature                                                           | Législatives de 1957                            | du 1er novembre 1957 au 27 mai 1960     | Menderes V                                       |
| Assemblée constituante (1961) Kurucu Meclis                               |                                                 |                                         |                                                  |
| Comité d'union nationale Assemblée des représentants                      | Sans Coup d'État militaire du 27 mai 1960       | du 27 mai 1960 au 25 octobre 1961       | Gürsel I Gürsel II                               |
| Assemblée de la Nation (1961-1980) Millet Meclisi                         |                                                 |                                         |                                                  |
| 12e législature                                                           | Législatives de 1961                            | du 25 octobre 1961 au 10 octobre 1965   | İnönü VIII İnönü IX İnönü X Ürgüplü              |
| 13e législature                                                           | Législatives de 1965                            | du 22 octobre 1965 au 12 octobre 1969   | Demirel I                                        |
| 14e législature                                                           | Législatives de 1969                            | du 22 octobre 1969 au 12 octobre 1973   | Demirel II Demirel III Erim I Erim II Melen Talu |
| 15e législature                                                           | Législatives de 1973                            | du 24 octobre 1973 au 7 juin 1977       | Ecevit I Irmak Demirel IV                        |
| 16e législature                                                           | Législatives de 1977                            | du 13 juin 1977 au 12 septembre 1980    | Ecevit II Demirel V Ecevit III Demirel VI        |
| Assemblée consultative (1981-1983) Danışma Meclisi                        |                                                 |                                         |                                                  |
| Conseil de sécurité nationale Assemblée des représentants                 | Sans Coup d'État militaire du 12 septembre 1980 | du 12 septembre 1980 au 6 décembre 1983 | Ulusu                                            |
| Grande Assemblée nationale de Turquie (1983) Türkiye Büyük Millet Meclisi |                                                 |                                         |                                                  |
| 17e législature                                                           | Législatives de 1983                            | du 24 octobre 1983 au 14 décembre 1987  | Özal I                                           |
| 18e législature                                                           | Législatives de 1987                            | du 14 décembre 1987 au 6 novembre 1991  | Özal II Akbulut Yılmaz I                         |
| 19e législature                                                           | Législatives de 1991                            | du 6 novembre 1991 au 8 janvier 1996    | Demirel VII Çiller I Çiller II Çiller III        |
| 20e législature                                                           | Législatives de 1996                            | du 8 janvier 1996 au 2 mai 1999         | Yılmaz II Erbakan Yılmaz III Ecevit IV           |
| 21e législature                                                           | Législatives de 1999                            | du 2 mai 1999 au 3 novembre 2002        | Ecevit V                                         |
| 22e législature                                                           | Législatives de 2002                            | du 3 novembre 2002 au 4 août 2007       | Gül Erdoğan I                                    |
| 23e législature                                                           | Législatives de 2007                            | du 4 août 2007 au 28 juin 2011          | Erdoğan II                                       |
| 24e législature                                                           | Législatives de 2011                            | du 28 juin 2011 au 23 juin 2015         | Erdoğan III Davutoğlu I                          |
| 25e législature                                                           | Législatives de juin 2015                       | du 23 juin 2015 au 17 novembre 2015     | Davutoğlu II                                     |
| 26e législature                                                           | Législatives de novembre 2015                   | 17 novembre 2015 7 juillet 2018         | Davutoğlu III Yıldırım                           |
| 27e législature                                                           | Législatives de 2018                            | 7 juillet 2018 7 avril 2023             | Erdoğan IV                                       |
| 28e législature                                                           | Législatives de 2023                            | 2 juin 2023 en cours                    | Erdoğan V                                        |